# Mundruczó György

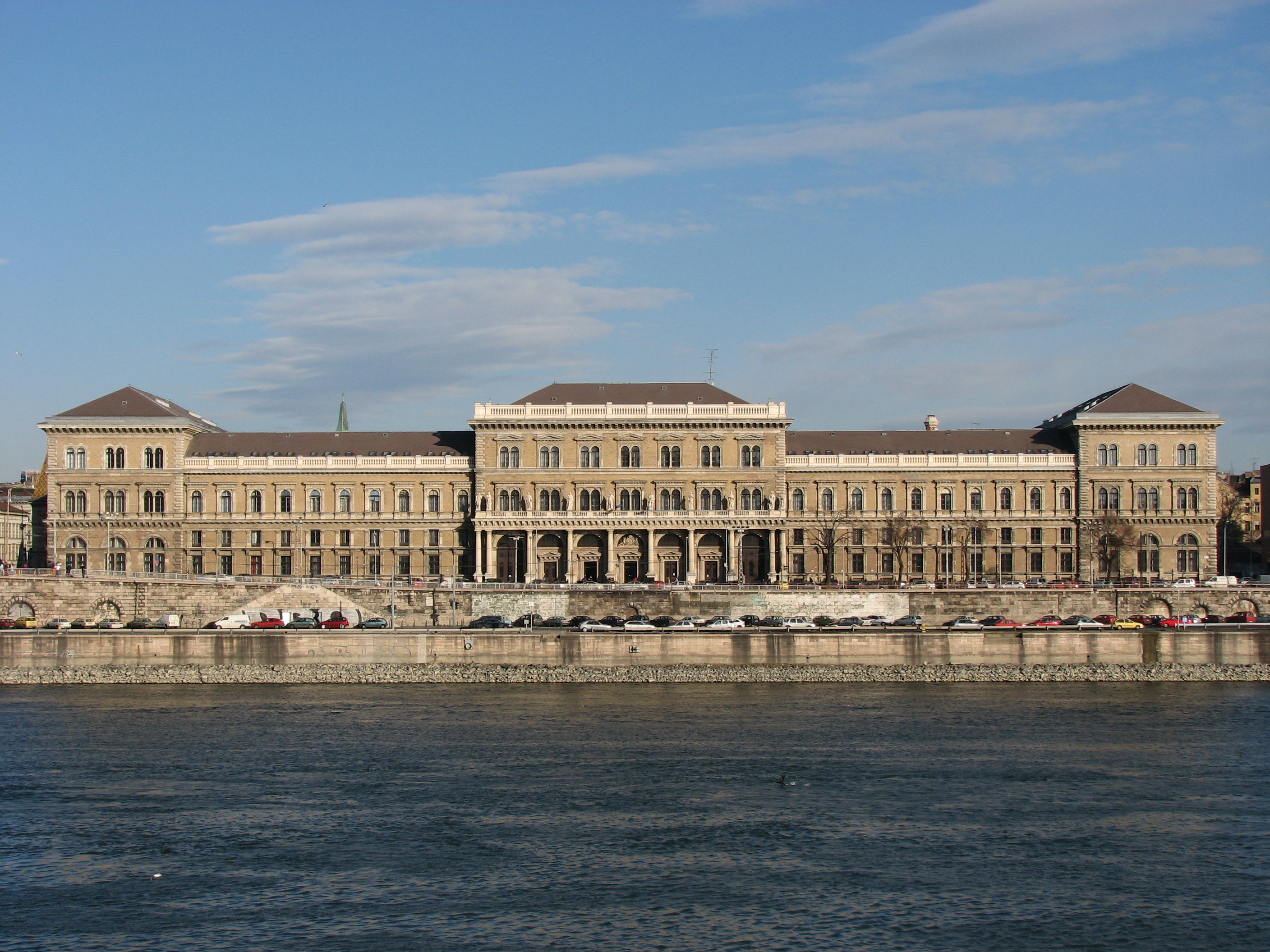
1965-1997 között a Marx Károly Közgazdaságtudományi Egyetemen tanított

Mundruczó György (Zsáka, 1942. szeptember 10. – Budapest, 1997. augusztus 29.) magyar statisztikus, egyetemi tanár a Marx Károly Közgazdaságtudományi Egyetemen.

## Élete
Édesapja Mundruczó Kornél, román ortodox lelkész. 60 évig szolgált Zsákán (Bihar vármegye), továbbá három településen (Darvas, Vekerd, Mezőpeterd) is ellátta a lelkészi teendőket. Édesanyja Terzeu Julianna, matematika szakos általános iskolai tanár.
Mundruczó György a Bihar vármegyei Zsákán született 1942. szeptember 10-én. Berettyóújfaluban érettségizett 1961-ben. Diplomáját 1965-ben a Marx Károly Közgazdaságtudományi Egyetem ipari szakán szerezte. Már harmadéves hallgatóként bekapcsolódott a Statisztikai Tanszék oktató- és kutatómunkájába, ettől kezdve szakmai pályafutása összeforrt a statisztikával, mindvégig a Statisztikai Tanszék oktatójaként dolgozott. 1967-ben egyetemi doktori címet szerzett, 1979-ben pedig megvédte kandidátusi disszertációját. Kimagasló tehetsége és munkája révén fiatalon, 49 éves korában nevezték ki egyetemi tanárnak. 1989 és 1992 között a tanszék vezetője volt. 1996-ban Fényes Elek Emlékéremmel tüntették ki. Nemzetközi tapasztalatai termékeny hatással voltak tudományos kutatásaira. Ford-ösztöndíj támogatásával 10 hónapos tanulmányútra mehetett az USA-ba. Oktatott szakstatisztikát és általános statisztikát az alapképzésben, tanított a szakközgazdász-képzésben, az utóbbi másfél évtizedben pedig a mérnök-közgazdászok oktatása lett a fő területe. Az 1990-es -évben az ISC-ben (International Studies Center) angol nyelven tartott előadásokat. Társintézményekben is segítette a statisztika oktatását. Pécsett, a Janus Pannonius Tudományegyetemen több éven át tartott magas színvonalú előadásokat. Kutatásaiban előnyben részesítette a valós gyakorlati problémák megoldását. Fő kutatási témakörében, a regresszió- és korrelációszámításban fiatalon szaktekintélynek számított. E témában megjelent könyve, az „Alkalmazott regressziószámítás” a statisztikai szakmai körökben igen hamar ismertté vált.
Idegennyelv tudás: angol (felsőfok), spanyol (felsőfok), román (középfok). 1971/72-es tanévben az egyetem által meghirdetett és elnyert Ford ösztöndíjasként az MIT (Massachusetts Institute of Technology) Business School master programjának hallgatója volt. 1988/89-es tanévben az egyetem és a Dartmouth College (NH) közötti együttműködés keretében kutatómunkát végzett Hannoverben (USA). 1992-94-ben vendégprofesszor volt a University of New Hampshire (UNH) Matematika tanszékén. 3 szakkönyvet, 4 tankönyvet ( többszöri kiadásban) és 25 szakcikket publikált.
Mundruczó  György díj: fiai (György és Gábor) alapították 2007-ben, amelyet egy tanulmányi évben legfeljebb két, a Statisztikai Tanszék mellett működő demonstrátor nyerhet el.

## Fontosabb művei
- Mundruczó György (1942-1997) 54 publikációjának az adatai. OSZK. Katalógus.[1]
- Mundruczó György a Statisztikai Szemlében 12 tanulmányt publikált. Archívum. Keresés szerző szerint. Mundruczó György [2]

## Legfontosabb publikációi
- Gazdasági szintű hatékonysági mutató képzése a mezőgazdaságban. (Társszerző: Kerékgyártó Györgyné) Statisztikai Szemle. 1976. évi 7. sz. 713-725. old.
- Az állami gazdaságok méretének és hatékonysági mutatóinak összefüggése. (Társszerző: Kerékgyártó Györgyné) Statisztikai Szemle. 1978. évi 6. sz. 565-575. old.
- A gazdasági fejlettség nemzetközi összehasonlítása. Statisztikai Szemle. 1979. évi 7. sz. 720-729. old.
- Alkalmazott regressziószámítás. Akadémiai Kiadó. Budapest. 1981. 259 old.[3]
- A vásárlóerő nemzetközi összehasonlítása J. Van Yzeren módszerével. Statisztikai Szemle. 1981. évi 3. sz. 277-289. old.
- A minőségi ismérvek közötti kapcsolatok vizsgálata. Statisztikai Szemle. 1982. évi 6. sz. 634-648. old.; 1982. évi 7. sz. 730-737. old.
- A mezőgazdasági termelés színvonalának összehasonlítása. (Társszerző: Kerékgyártó Györgyné) Statisztikai Szemle. 1985. évi 3. sz. 244-245. old.
- Áruszállítási szükségletek és teljesítmények. (Társszerző: Kerékgyártó Györgyné) Statisztikai Szemle. 1986. évi 5. sz. 481-493. old.
- Statisztikai módszerek a gazdasági elemzésben. (Társszerző: Kerékgyártó Györgyné) Közgazdasági és Jogi Könyvkiadó. Budapest. 1987. 333 old.
- A gazdálkodás színvonala az állami gazdaságokban. (Társszerző: Kerékgyártó Györgyné, Sugár András) Statisztikai Szemle. 1989. évi 3. sz. 1071-1083.
- Statisztikai módszerek a gazdasági elemzésben. (Társszerző: Kerékgyártó Györgyné) AULA. Budapest. 1995. 571 old.
- Statisztika. (Társszerző: Hunyadi László, Vita László) AULA. Budapest. 1996. 883 old.[4]
- Útmutatás a statisztikai modellezés gyakorlatához. KSH Könyvtár és Dokumentációs Szolgálat. Budapest. 1998. 295.old.[5]
- Statisztikai módszerek és alkalmazások a gazdasági, üzleti elemzésben. (Társszerző: Kerékgyártó Györgyné, Sugár András) Aula. Budapest. 2001.[6]